# Starplex
Starplex (titre original : Starplex) est un roman de science-fiction écrit par l'écrivain canadien Robert J. Sawyer et publié en 1996.
Le titre fait référence à la série Star Trek : comme son paronyme, le vaisseau Starplex est chargé d'explorer des zones inconnues de la Voie lactée et de tenter de découvrir d'autres espèces intelligentes. Les deux espèces intelligentes citées dans le roman ressemblent d'ailleurs respectivement, s'agissant de leurs traits de personnalité, aux Klingons (Waldahuds) et aux Vulcains (Ebis).
Le roman est dans le droit fil d'autres œuvres de l'auteur, telles Rollback, Calculating God ou Un procès pour les étoiles. L'auteur raconte sa vision d'une rencontre avec des extraterrestres et les implications engendrées par cette rencontre. Ainsi dans le présent roman, l'intrigue consiste dans la rencontre avec une entité extraterrestre supérieure qui donne aux humains des informations essentielles sur des questions telles que : combien y a-t-il d'espèces vivantes extraterrestres dans notre galaxie ? qu'est-ce que la matière noire ? qu'est-ce que la vie et d'où vient-elle ? comment se sont formées les galaxies ? l'Univers est-il en expansion infinie ? l'Univers a-t-il une fin ? qui a créé les « transchangeurs » et à quelles fins ?

## Publications
- Le roman a été publié en langue anglaise en 1996 chez Ace Books.
- En langue française, le roman a notamment été publié en 2002 dans la collection J'ai lu, n°5366, avec une traduction de Patricia Ranvoisé. Les références des pages indiquées ci-dessous font référence à cette édition chez J'ai lu. Le roman a fait l'objet d'une critique dans Bifrost n°29 (janvier 2003).

## Distinctions
Le roman s'est vu décerner le prix HOMer du meilleur roman 1996 et le prix Aurora du meilleur livre en anglais 1997.
Il a été classé 4e dans la liste du Hugo 1997 (catégorie « meilleur roman ») et a été proposé au prix Nebula 1997 sans être finaliste.

## Lieux de l’action du roman

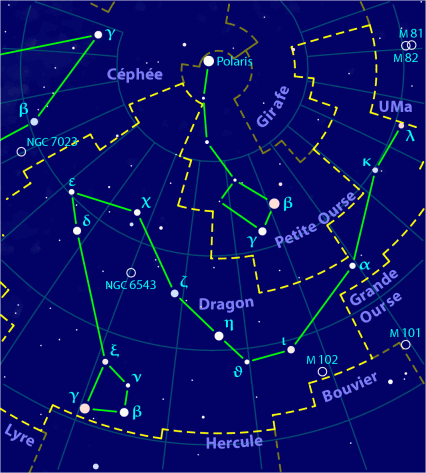

- L'action se déroule intégralement dans l'espace, et jamais sur Terre. Elle se déroule explicitement à proximité des étoiles Alpha Draconis, Beta Draconis, Delta Draconis, (en) Epsilon Draconis, Zeta Draconis et Eta Draconis.
- On peut observer un problème dans la rédaction du roman, pour le choix des lieux d'action : le lecteur peut penser que ces étoiles, qui portent des noms apparentés, sont proches les unes des autres, alors qu'Alpha Draconis est distante de 300 années-lumière du soleil, Beta Draconis est distante de 400 années-lumière du soleil et Eta Draconis est distante de 88 années-lumière. Ces étoiles sont donc très éloignées les unes des autres.
- Dans Rollback (2007), il est fait mention de l'étoile Sigma Draconis, située à 18,8 années-lumière de la Terre dans la constellation du Dragon. Cette étoile n'est pas mentionnée dans le présent roman.

## Contexte scientifique, astronomique, politique, social et culturel évoqué dans le roman
Le roman, qui relève du space opera, se déroule en 2094.
L'humanité, au cours du XXIe siècle, a découvert qu'un « vaste réseau de raccourcis artificiels trouait la Voie lactée et permettait de voyager instantanément d'un système stellaire à un autre. Personne ne savait qui avait construit ces passages ni quel était leur but précis » (p. 15). Ces trous de vers artificiels sont appelés « transchangeurs ».
Le plus proche transchangeur du Soleil est situé après le Nuage de Oort, près de l'étoile Tau Ceti. C'est pourquoi une base terrienne a été construite à cet endroit-là afin d'accéder facilement au transchangeur.
Au cours du siècle, l'humanité a fait connaissance avec deux espèces extraterrestres : 
- les Waldahuds, vivant sur la planète Rehbollo, à 70 000 années-lumière du soleil ;
- les Ebis (acronyme d'Entités-Bio-Intégrées), vivant sur la planète Flatland, à 53 000 années-lumière du soleil[4].

L'humanité a aussi noué des liens avec les dauphins, seconde espèce intelligente sur la planète Terre, et les a associés à la conquête spatiale. Néanmoins, les dauphins ne sont mentionnés comme membres de l'équipage qu'à la page 99 du roman et n'apparaissent significativement dans le déroulement du récit qu'à partir de la page 214 (sur 318 pages), lors des combats stellaires. Trois dauphins sont cités : Longuebouteille, Nageoire mince, Flocon de neige.
Les Humains, les Dauphins, les Waldahuds et les Ebis ont créé le « Commonwealth des trois planètes », sorte de zone de libre-échange et de commerce, onze années avant l'action du roman, donc en 2083. C'est en quelque sorte l'équivalent de l'embryon de la « Fédération des planètes unies » de Star Trek.

## Le vaisseauStarplexet son équipage
Lorsque le récit débute, le Commonwealth  a fabriqué le vaisseau spatial Starplex, chargé d'explorer des zones inconnues de la galaxie par l'utilisation des transpondeurs déjà connus et de tenter de découvrir d'autres espèces intelligentes. Il va s'agir de son premier voyage. Un second vaisseau de même type, Starplex II, est en cours de construction.
Le vaisseau va être dirigé par le commandant Keith Lansing, âgé de 47 ans. Son épouse Clarissa (« Rissa ») Cervantès est chef du service « Sciences de la vie » ; le waldahud Jag-Kandaro-em-Pelsh est chef du service « Sciences physiques » ; l'humain Thorald (« Thor ») Magnor est le chef-pilote ; le service des « Opérations internes » est sous la responsabilité de la jeune et jolie Lianne Karendaughter, envers qui Keith Lansing éprouve une attirance physique certaine ; le service des « Opérations externes » est dirigé par l'ebi Losange.
Une grande zone centrale est remplie de deux cuves d'eau dans laquelle se trouvent les dauphins, chargés du pilotage des petits vaisseaux spatiaux de reconnaissance.
Le poste de commandement est assisté par une intelligence artificielle très performante, « PHANTOM ».

## Résumé
La narration se fait sur deux niveaux, distincts chronologiquement : d'une part les aventures ayant eu lieu pour l'équipage du Starplex, d'autre part une discussion assez mystérieuse entre Keith Lansing et une entité mystérieuse se présentant comme venant d'un lointain futur. Ces deux récits sont enchevêtrés ; le second récit, concernant spécifiquement Lansing, est écrit en lettres italiques dans le roman et ne fait pas partie de la numérotation des chapitres.
Pour la commodité de la synthèse de l'histoire, celle-ci sera indiquée dans l'ordre chronologique des événements.

### Informations au lecteur; présentation des personnages et des lieux
Pages 15 à 43 de l’édition de poche.
Le lecteur est informé des identités et caractères des principaux personnages et de leurs fonctions au sein du vaisseau Starplex. Celui-ci est détaillé et ses caractéristiques sont mentionnées. Des informations sont données sur la nature et la localisation des transchangeurs.
Le vaisseau quitte Grand Central (base terrienne de Tau Ceti) et passe à travers le transchangeur. Il se retrouve immédiatement dans la constellation du Dragon.
Dès sa matérialisation, l'équipage observe que les « étoiles clignotent » : il y a d'étranges interférences dans l'espace.

### Découverte des Géantes noires
Pages 44 à 120 de l’édition de poche.
Le clignotement anormal des étoiles provient de la présence, dans un espace restreint à l'échelle astronomique, de plusieurs dizaines de « sphères noires et grises » dans l’espace, toutes d'une taille supérieure à Jupiter.
Des prélèvements de ces immenses « choses » (sphères de gaz ? planètes ?) sont effectués. Les résultats sidèrent Jag et Rissa : les prélèvements ne montrent aucune charge électromagnétique ni aucune masse… Les éléments, une fois analysés, montrent qu'ils sont composés de quarks Matt et Glossy, d'origine naturelle, formant des paraneutrons et des paraprotons non chargés électriquement. Or la « matière classique » est composée de six types de quarks (Down, Up, Strange, Charm, Bottom, Top) et non pas de quarks Matt et Glossy, uniquement observés jusqu'à présent de manière hyper-éphémère dans le cadre d'expériences de laboratoire.
Jag a alors une intuition : ces sphères sont constituées de la célèbre matière noire, détectée mais jamais « vue », constituant environ un quart de la densité d'énergie totale de l'Univers observable.
« Selon une métaphore courante, aboya-t-il, la matière visible ne serait que l'écume au-dessus d'un océan de matière noire. Nous connaissions son existence grâce aux effets de la gravitation, mais nous ne l'avions jamais vue. Et aujourd'hui, pour la première fois, nous avons devant nous ces sphères et le brouillard de poussière qui les entoure, entièrement constitués de matière noire. »
— Chapitre VII, p. 84
L'équipage découvre aussi que ces planètes ou étoiles mystérieuses peuvent passer à travers des transchangeurs, y compris ceux qui n'étaient pas utilisables par les Humains, les Waldahuds et les Ebis.

### Dialogue avec les Géantes noires; menaces diplomatiques
Pages 121 à 198 de l’édition de poche.
Rissa apprend que l'ébi Petit-Wagon doit mourir. En effet l'extraterrestre, il y a fort longtemps, avait commis une faute lui ayant valu une peine assez surprenante, « l'amputation d'un seizième de sa vie ». L'opération de mise à mort (« désassemblage ») doit avoir lieu dans cinq jours. Le dialogue entre Rissa et Petit-Wagon est l'occasion de connaître un peu mieux la psychologie de cette espèce extraterrestre.
Peu après, l'équipage compte le nombre des sphères mystérieuses : il y en a 217, et chacune d'elles émet des ondes radio sur une fréquence distincte. Il se pourrait donc que ces sphères soient vivantes et capables de communiquer. On découvre aussi l'apparition d'une nouvelle sphère, créée à partir d'autres sphères : un « bébé-sphère » vient-il de « naître » ?
On apprend aussi que le gouvernement Waldahud menace les deux autres planètes de la Confédération de mesures de rétorsion à la suite de différents commerciaux. Le diplomate chargé de donner ces nouvelles se montre menaçant et évoque une action armée.
L'équipage a mis au point une façon de communiquer avec une de ces sphères, appelées désormais « Géantes noires », et en abrégé Génoirs.
Un dialogue s'engage entre Starplex et un des Génoirs, peut-être « ambassadeur » des autres sphères. Ce Génoir est appelé Œil de chat par l'équipage, en raison des bandes de couleurs qui strient sa surface. Le dialogue, dirigé par Lansing, Rissa et Jag, traduit par l'intermédiaire de Phantom, est d'abord très succinct et basé sur des règles mathématiques de base, puis complexes. Après tâtonnements, un vocabulaire commun est établi, puis une grammaire ; on apprend, selon Œil de chat, que les Génoirs vivent depuis… dix milliards d'années.
Une conversation plus poussée a lieu, concernant la durée de vie des Génoirs, la matière, la vie dans l'Univers, le Temps, le nombre de Génoirs, etc.
Keith et Rissa se rendent à la cérémonie de « désassemblage » de Petit-Wagon. Par sa dignité et sa simplicité, cette cérémonie émeut fortement les deux humains.

### La Guerre interstellaire
Pages 199 à 234 de l’édition de poche.
Alors qu'une grande partie de l'équipage est allée se reposer, le vaisseau est soudainement attaqué par huit vaisseaux de combat rapides waldahuds. Keith, Jag et Rissa remontent précipitamment à bord. Le chef de l'escadrille waldahud, un dénommé Gawst, leur notifie un ultimatum : soit le vaisseau Starplex est remis sans condition aux forces waldahuds, soit ces dernières vont l'attaquer jusqu'à ce que la capitulation soit inévitable, sans compter les morts causés par l'acte de résistance et les dégâts occasionnés au vaisseau.
Une unanimité se fait jour pour résister aux menaces de Gawst. Keith ordonne la mise aux arrêts immédiate de Jag, qui durant la bataille pourrait prendre parti pour ses frères de race et dont l'activité récente au sein du vaisseau est suspecte (a-t-il aidé les Waldahuds avant l’attaque ? leur a-t-il transmis des informations capitales ? pourquoi a-t-il suggéré de contourner le Génoir, entraînant ainsi l'impossibilité de détecter longtemps à l'avance les vaisseaux ennemis ?).
La bataille s'instaure sur deux plans :
- d'une part Keith Lansing fait manœuvrer le Starplex de manière à présenter aux vaisseaux Waldahud le minimum de surface et à activer le champ de force maximal pour protéger le Starplex face aux bombes envoyées par les attaquants ;
- d'autre part les cinq vaisseaux parqués à l'intérieur des soutes vont sortir afin de combattre les forces Waldahud ; l'un de ces vaisseaux (le Rum Runner) est piloté par Rissa (poste de tir) et par le dauphin Longuebouteille (pilotage).

Starplex n'est pas un vaisseau de combat, mais plutôt une grosse station spatiale de reconnaissance. Non équipé pour la guerre, les premières minutes de l'attaque lui occasionnent des dégâts énormes, et sa résistance est prête à s'effondrer.
Keith Lansing a alors une idée : il ordonne la vidange dans l'espace de l'un des deux réservoirs contenant l'eaux des dauphins. Ainsi, les dauphins restés sur le vaisseau sont priés de se rendre immédiatement dans l'un des deux réservoirs, puis le réservoir inoccupé est vidé : l'eau se répand dans l’espace. Corrélativement, Keith ordonne le faire tourner le Starplex sur lui-même comme une toupie : l'eau s'écoule dans l'espace dans un mouvement de spirale, tout en congelant en raison du zéro absolu.
Le Starplex est donc entouré d'un « bras spiral » composé de glace qui, en percutant les vaisseaux waldahuds, les fait exploser les uns après les autres.
Hélas, une seconde escadrille waldahud surgit du néant, venue prêter main-forte à la première escadrille. Tout paraît fini pour le Starplex.
Soudain le Génoir Œil de chat, que tout le monde avait oublié, se met à déployer d'énormes tentacules de matière dans l'espace, perturbant les vaisseaux de la seconde escadrille et les détruisant les uns après les autres. Le Starplex paraît donc sauvé.
Néanmoins, la force d'inertie prise par le Génoir lors du lancement de ses tentacules d'énergie risque, d'ici quelques minutes, de percuter le Starplex et de l'annihiler !
Il n'y a qu'un moyen pour échapper au bras tentaculaire qui s'avance : passer par le transchangeur, situé non loin de là, et ressortir à un autre endroit de l'Espace, quitte à retrouver le Génoir ultérieurement.
Keith ordonne de se diriger vers le transchangeur, mais une panne électrique généralisés (due aux dommages infligés par les Waldahuds) empêche le pilote de calculer efficacement l'angle d'entrée dans le transchangeur et la vitesse. De même, Rissa et Longubouteille, à bord du Rum Runner, ne peuvent pas être récupérés.
Le Starplex pénètre dans le transchangeur, et en ressort dans un endroit totalement inconnu : le Starplex est complètement perdu dans l'espace…

### Perdus dans l'Espace
Pages 235 à --- de l’édition de poche.

### L'entreprise titanesque des Génoirs
Pages --- à --- de l’édition de poche.

### Révélations finales
Pages --- à --- de l’édition de poche.

## Extraits du roman
«  (…) Les Génoirs savent que nous sommes le produit de leurs activités artistiques. (…) C'est un sacré coup à notre ego. Le pire de tous. Non seulement chaque race du Commonwealth a dû renoncer à se croire le centre du monde, puis elle a dû accepter l'idée qu'une matière noire, différente d'elle-même, existait, et que c'était cette matière et non la nôtre qui constituait l'essentiel de l'univers ! Nous n'étions qu'un peu de mousse à la surface d'un étang qui s'apercevait qu'elle avait commis l'erreur de se prendre pour l'étang entier. (…) Nous ne sommes que des arrogants ! Jusqu'ici, malgré toutes les leçons d'humilité que nous avons reçues de l'univers, nous nous sommes accrochés à l'idée que nous tenions un rôle central dans la création. Nous avons élaboré des théories cosmologiques visant à prouver que l'univers devait inévitablement permettre notre apparition. Les humains appellent ça le Principe anthropique (…) : notre besoin profond, désespéré, de croire que nous sommes importants (…). Mais dans notre arrogance, nous avons voulu croire que le destin de l'univers, qui avait pu exister des milliards d'années sans nous, était de nous donner naissance. Quel orgueil ! Ce ne sont pas nous, êtres minuscules perdus sur une poignée de planètes dans l'espace immense, les observateurs, mais les créatures de matière noire. Elles modèlent les galaxies en spirales depuis des milliards d'années. C'est leur intelligence, leurs observations, leur sensibilité qui dirigent l'univers et transforment les potentialités quantiques en réalité concrète. Nous ne sommes rien — rien qu'un phénomène récent et localisé dans un univers qui n'a pas besoin de nous et se moque de notre existence. Œil-de-chat ne se trompait pas lorsqu'il a dit que nous étions insignifiants. Cet univers est le leur. Les Génoirs l'ont créé et ils nous ont créés par la même occasion.  »
— Extraits des pages 302, 303 et 304
«  (…) Nous savons désormais que les voyages dans le passé sont possibles (…). Mais avez-vous songé aux implications de cette découverte ? (…) Ce serait contraire à la loi de la conservation des masses et de l'énergie. (…) Voyager dans le temps est justement la seule façon de se soustraire à cette loi. La seule façon d'augmenter la masse totale du système. Et c'est à ça que servent les étoiles venues du futur. Chacune d'elles augmente la masse de l'univers actuel. (…) Car à l'inverse de ce que vous croyez, le doublement de la masse n'est pas un épiphénomène mais le but de l'opération. (…) Le sauvetage de l'univers. Ces étoiles ont été renvoyées dans le passé dans le but d'augmenter la masse totale de l'univers. (…) Nous savons depuis plus d'un siècle que la matière visible représente moins de 10 % de la masse totale de l'univers. Le reste est formé de neutrinos et de matière noire, comme nos gigantesques amis à l'extérieur du vaisseau. Donc, nous connaissons désormais ce qui constitue toute la matière de l'univers. En revanche nous ignorons quelle quantité cela représente. Et le sort de l'univers dépend de sa masse. Si son total se situe au-dessus, au-dessous ou au même niveau que la densité critique. (…) Mais dans le cas — dans le cas seulement — où la masse de l'univers serait égale à la densité critique, alors notre univers deviendrait éternel. (…) D'après les estimations actuelle, la masse de ce que nous pouvons voir, ajoutée à celle de tout ce que nous ne voyons pas, y compris la matière noire, est inférieure de 5 % à la densité critique. (…) Eh bien des êtres immortels, s'ils veulent le rester, devront obligatoirement résoudre le problème de la fin de l'univers. (…) D'après nos estimations, il y aurait quatre milliards de transchangeurs dans notre galaxie. En extrapolant, cela signifie qu'ils ont construit un transchangeur pour cent étoiles non seulement dans la Voie lactée mais aussi dans chaque galaxie de l'univers. (…) Il faudrait donc envoyer cinquante étoiles dans chaque transchangeur. (…) Il s'agit sans conteste d'un projet titanesque. Mais quel but magnifique ! L'immortalité de l'univers !  »
— Extraits des pages 311, 312, 313 et 314